# Houtlijm

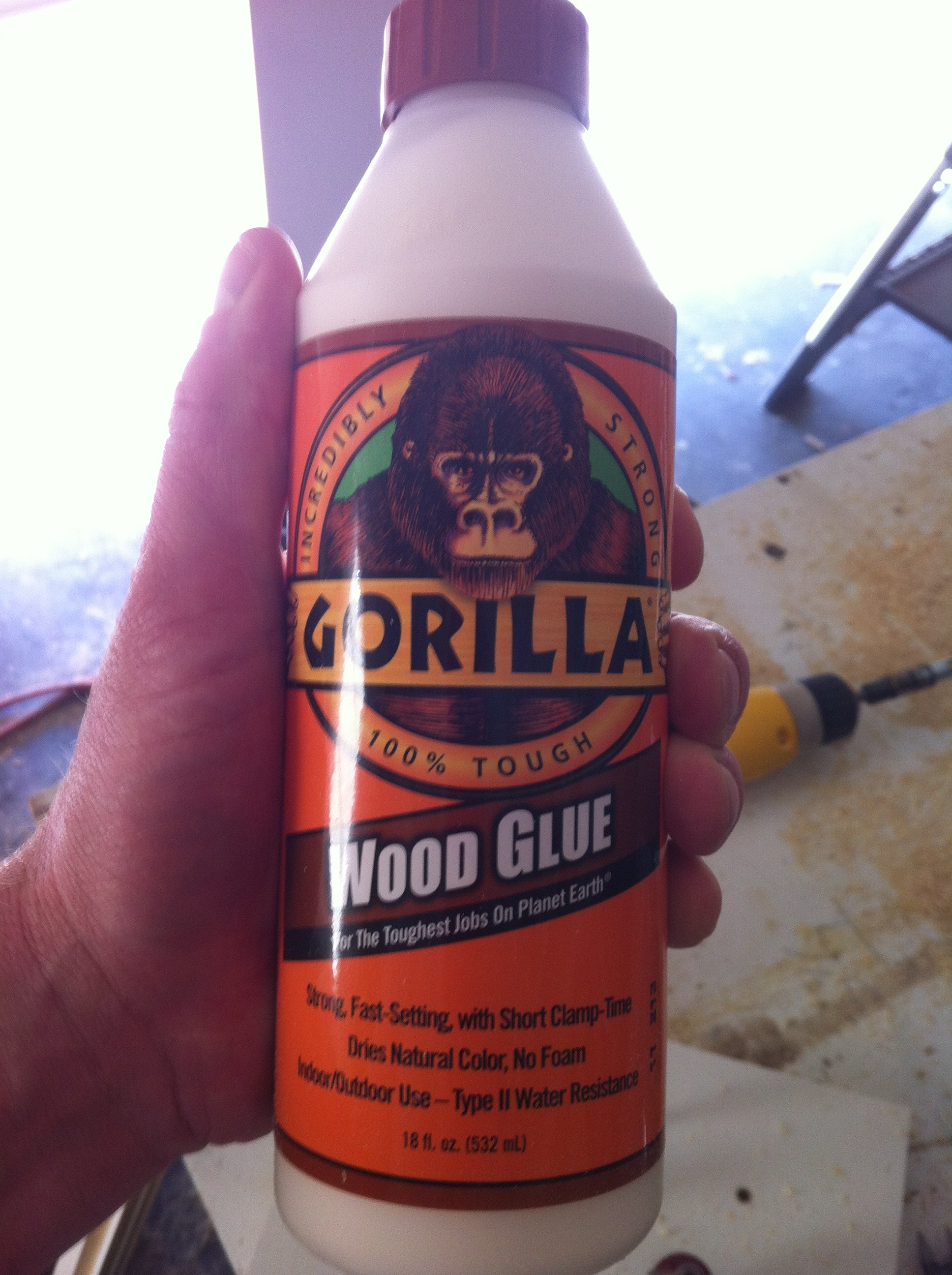
Houtlijm

Houtlijmen zijn kleefmiddelen van natuurlijke of synthetische grondstoffen voor het verlijmen van hout en houtmaterialen.
Voor het gebruik van houtlijm in bijzondere klimatologische omstandigheden definieert de Europese norm NBN EN 204 de volgende klassen:
- D1: voor gebruik in droge en gematigde binnenklimaten: onder andere binnenmeubilair
- D2: voor gebruik in een soms vochtig binnenklimaat: onder andere badkamermeubelen
- D3: voor gebruik in een vochtig binnenklimaat of een buitenklimaat onder dak: onder andere afdaken
- D4: voor het gebruik in contact met water of voor buitenklimaat, met grondcontact: onder andere meubilair voor buiten

Er zijn verschillende soorten houtlijm, bijvoorbeeld deze:
- Beenderlijm
- Caseïnelijm
- Polycondensatielijmen
  - ureumformaldehydelijm (UF-lijm)
  - Melaminelijm
    - Melamine ureumformaldehydelijm (MUF-lijm)
    - Melamineformaldehydelijm (MF-lijm)

  - Methaandifenyldi-isocyanaatlijm (MDI-lijm)
  - Fenolformaldehydelijm (PF-lijm)
  - Resorcinolformaldehydelijm (RF-lijm)
- Polyvinylacetaatlijm (PVAc-lijm), de bekende "witte houtlijm"
- Polyurethaanlijm (PU-lijm)